# 줄리아 캠벨
줄리아 캠벨(Julia Campbell, 1962년 3월 12일 ~ )는 미국의 배우, 텔레비전 배우, 영화배우이다.
헌츠빌에서 태어났다.

## 영화
- 더 크레이그리스트 킬러 (2011년)
- 더 이벤트 (2010년) - 발 뷰캐넌 역
- 인 트리트먼트 (2008년)
- 덱스터 시즌1 (2006년)
- 차고 지르기 (2005년)
- 로즈 레드 (2002년)
- 땡크 헤븐 (2001년) - 빅토리아 브래디 역
- 바운스 (2000년)
- 저징 에이미 (1999년)
- 머더 게임 (1999년)
- 명탐정 말로위 (1998년)
- 로미와 미셀 (1997년)
- 로프 드레프트 (1997년)
- 블루 스키스 (1994년)
- 환상 특급 - 로스트 클래식스 (1994년)
- 프렌즈 (1994년)
- 사랑 사기꾼 (1990년)